# Polluxplein
Het Polluxplein is een van de vele pleintjes in Tuindorp Oostzaan.
Het plein kreeg net als de Polluxstraat haar naam op 26 oktober 1921, ze werden vernoemd naar de ster Pollux in een buurt waar alle straten en plein vernoemd zijn naar hemellichamen. Het is één van vier pleinen die symmetrisch rondom het Zonneplein liggen. De andere drie kregen de namen Planetenplein, Sterrenplein en Castorplein. Het Castor- en Polluxplein worden met elkaar verbonden door de Betelgeuzestraat en Rigelstraat. Bij oplevering zag het plein er nog enigszins troosteloos uit, met name door de aanplant van zeer jonge boompjes.
In 1963 werd het plein heringericht en kwam er een rolschaatsbaan in de lengte van het plein, wel nog omringd door bomen. Die speelplaats werd later weer opgeruimd en vervangen door een modernere. 
Ook de originele bomen zijn verdwenen. In 1965 kwam er nieuwe aanplant met negen Kaukasische vleugelnoten. 
De bebouwing is hier verricht in de bouwstijl van de Amsterdamse School. Het zijn alle woningen naar ontwerp van architecten Berend Tobia Boeyinga en Jo Mulder, die ook het stratenplan hadden bedacht. Ze zijn volgens de ordekaart wel behoudswaardig, maar geen gemeentelijk of rijksmonument.   Het tuindorp is verder ook nog beschermd stadsgezicht.

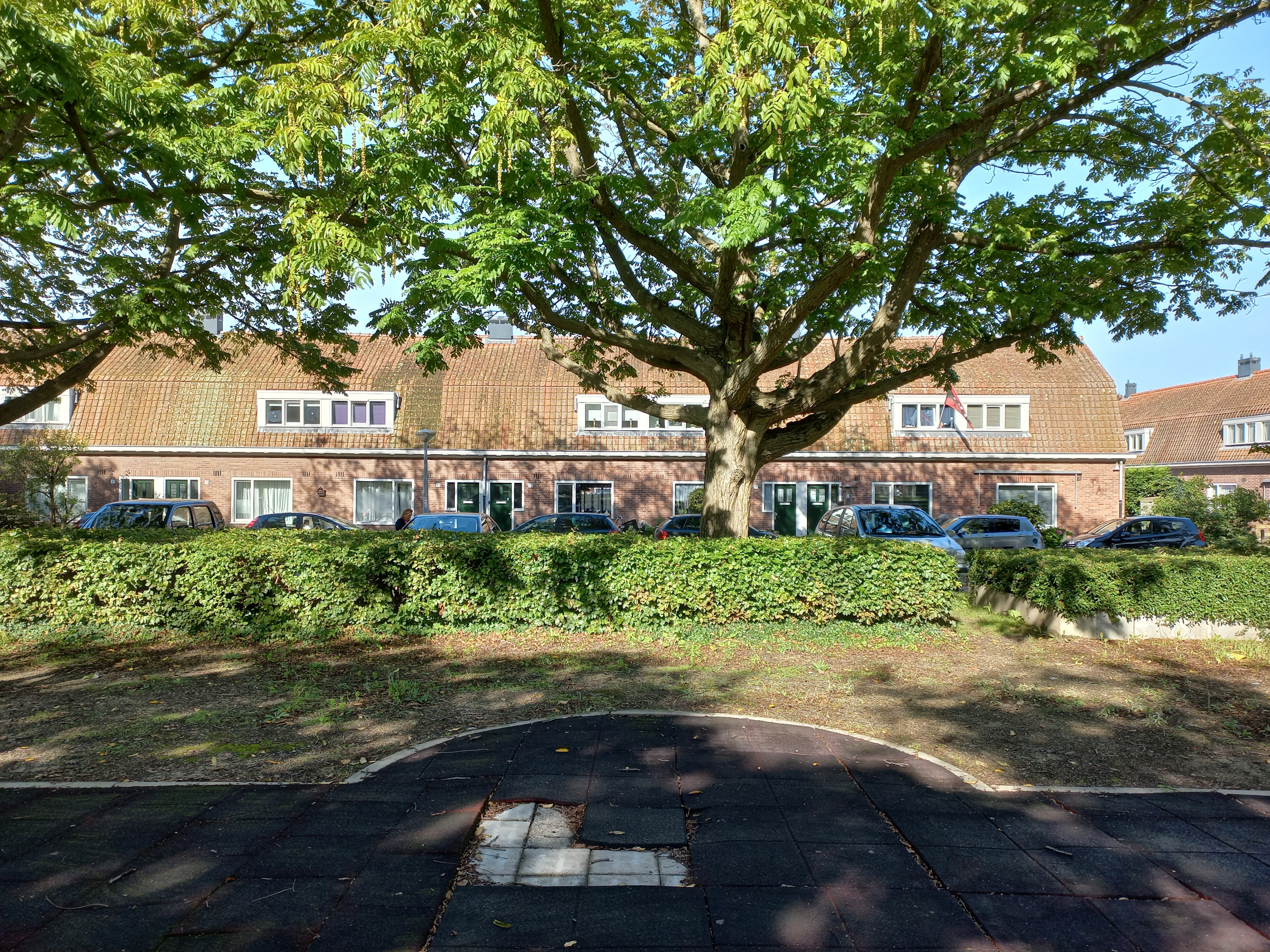
Polluxplein 7-21 (september 2023)